# Вишевицька волость
Вишевицька волость — історична адміністративно-територіальна одиниця Радомисльського повіту Київської губернії з центром у селі Вишевичі.
Станом на 1886 рік складалася з 11 поселень, 11 сільських громад. Населення — 7662 особи (3792 чоловічої статі та 3870 — жіночої), 899 дворових господарств.
|                     | Площа, десятин | У тому числі орної, дес. |
| ------------------- | -------------- | ------------------------ |
| Сільських громад    | 12685          | 8351                     |
| Приватної власності | 24434          | 3078                     |
| Казенної власності  | 1991           | 245                      |
| Іншої власності     | 266            | 152                      |
| Загалом             | 39376          | 11826                    |

Поселення волості:
- Вишевичі — колишнє власницьке село при річці Тетерев за 18 верст від повітового міста, 1082 особи, 148 дворів, православна церква, костел, школа, постоялий будинок, лавка. За 8 верст — різночинне село Кримок з костелом, лавкою, постоялим будинком, 2 смоляних і паровий лісопильний заводи. За 12 верст — смоляний завод. За 12 верст — лісопильний завод із постоялим будинком. За 20 верст — смоляний завод.
- Веприн — колишнє власницьке село при річці Тетерев, 1016 осіб, 124 двори, православна церква, католицька каплиця, школа, 2 постоялих будинки, 2 водяних млини.
- Макалевичі — колишнє власницьке село при річці Тетерев, 662 особи, 81 двір, православна церква, школа, 2 постоялих будинки, лавка.
- Меделівка — колишнє власницьке село при урочищі Мироч, 529 осіб, 72 двори, православна церква, школа, постоялий будинок.
- Межирічка — колишнє власницьке село, 834 особи, 123 двори, школа, постоялий будинок.
- Мигалки — колишнє власницьке село при річці Тетерев, 509 осіб, 66 дворів, православна церква, постоялий будинок.
- Рача Велика — колишнє власницьке село, 552 особи, 87 дворів, постоялий будинок, винокурний будинок.
- Рача Мала — колишнє власницьке село, 509 осіб, 80 дворів, постоялий будинок.
- Чудин — колишнє власницьке село при річці Тетерев, 277 осіб, 43 двори, православна церква, школа, постоялий будинок, водяний млин.

Старшинами волості були:
- 1909 року — Феофан Степанович Гловацький[2];
- 1910 року — Сергій Прокопович Павленко[3];
- 1912 року — Рад Васильович Степаненко[4];
- 1913—1915 роках — Тимофій Гнатович Поліщук[5],[6].